# Batja
Batja (russisk: Батя) er en russisk spillefilm fra 2021 af Dmitrij Jefimovitj.

## Medvirkende
- Vladimir Vdovitjenkov
- Jelena Ljadova
- Stanislav Starovojtov
- Nadezjda Mikhalkova
- Andrej Andrejev